# Kardinalnepot
Das Amt des Kardinalnepoten war eine im Kirchenstaat der Renaissance und des Barocks etablierte Position. Dabei wurden Verwandte des amtierenden Papstes, meistens dessen Neffen (lateinisch nepotes), in den Kardinalsrang erhoben, um dann als „rechte Hand“ des Papstes zu fungieren. Diese fest umschriebene und institutionalisierte Rolle des Kardinalnepoten wurde im System der römisch-katholischen Kirche von Paul III. während dessen Pontifikat von 1534 bis 1549 etabliert. Innozenz XII. schaffte dieses Amt 1692 wieder ab. Der Begriff des Nepotismus (Neffen-, Vetternwirtschaft) hat in diesem Amt seinen Ursprung.

## Funktionen des Kardinalnepoten
Die mit dem Amt verbundene „Vetternwirtschaft“ war aus der damaligen Sicht betrachtet eine für Machtentfaltung und Machterhalt der Päpste sinnvolle Einrichtung, da in der noch nicht ausreichend entwickelten Verwaltungsbürokratie Schlüsselpositionen und wichtige Aufträge nur von engsten Vertrauten, also vorzugsweise von Verwandten, besetzt und ausgeführt werden konnten. In diesem Zusammenhang musste der Nepot wichtige Missionen in Vertretung des Papstes absolvieren, hatte aber hauptsächlich repräsentative und protokollarische Aufgaben wie z. B. das Signieren der diplomatischen Post und das Auftreten auf Empfängen zu erfüllen. Wirkliche Macht übte ein Nepot selten aus.
Seit Innozenz X. gingen die politischen Funktionen ab 1644 allmählich auf den Kardinalstaatssekretär über.
Das Amt des Kardinalnepoten konnte aber auch dazu dienen, die Familie des Papstes über das Pontifikat hinaus im Adel fest zu verankern und wirtschaftlich abzusichern. Zu diesem Zweck wurden Gelder aus Ämterhandel, Nachlässe zu Gunsten der Kirche etc. dem Nepoten zur Verfügung gestellt. Damit konnten sowohl das Familienvermögen gesichert werden als auch über Mäzenatentum und Feste der gesellschaftliche Aufstieg sichergestellt werden. Aufgrund dieser Tatsache waren die Kardinalnepoten öffentlich jedoch eher schlecht angesehen.

## Beispielbiografien von Kardinalnepoten
- Papst Eugen IV. (1383–1447) war einer von vier Neffen, die von Gregor XII. zu Kardinälen erhoben wurden, um dessen Machtbasis während des Großen Abendländischen Schismas zu stärken.
- Kardinal Carlo Carafa (1517–1561) war ein Neffe Pauls IV. Zunächst Soldat, machte ihn sein Onkel zum Kardinal und übertrug ihm erhebliche Befugnisse. Nach dem Beginn des Pontifikats Pius’ IV. wurde er zum Tode verurteilt und hingerichtet.
- Kardinal Innocenzo Ciocchi del Monte (1532–1577), Adoptivneffe Julius’ III.
- Kardinal Karl Borromäus, Neffe Pius’ IV. Er gab seine einflussreiche Rolle als Kardinalnepot an der Kurie freiwillig auf, um als Erzbischof von Mailand die heruntergekommene Diözese Mailand zu reformieren. Als bedeutender Gegenreformator wurde er heiliggesprochen.
- Kardinal Pietro Aldobrandini, Neffe Clemens’ VIII.
- Cesare Borgia, Sohn Papst Alexanders VI. Er wurde auf eigenen Wunsch von seinem Vater in den weltlichen Stand zurückversetzt.
- Scipione Borghese (1577–1633), Kardinalnepot Pauls V. und Begründer der Kunstsammlung in der Villa Borghese.